# Melancholic Realm Productions
Melancholic Realm Productions ist das im Jahr 2019 gegründete britische Independent-Label des Musikers Kostas Panagiotou.

## Geschichte
Zur Veröffentlichung des Albums Seeking Infinity als CD initiierte Panagiotou das Label Melancholic Realm Productions. Die Produktion wurde durch Vitaly Savisk von GS Productions unterstützt. Es folgten Veröffentlichungen von Musik unter Panagiotous Beteiligung.
Das Label, das Panagiotou nur als Namen und Logo identifiziert dient als Vehikel für Vertrieb und Vernetzung seiner Veröffentlichungen die ein Künstler selbst am besten zu bewerkstelligen wüsste. Ein Unterschied bestünde zwischen kleinen Underground-Labeln und bekannten großen Namen der Metal-Szene, die Radiorotation, Festivalauftritte, und Titelseiten in hochkarätigen Printmedien akquirieren können.

„But in the metal underground genre, it's almost criminal nowadays to give your power away to labels run by people who are not directly involved in the band. Keeping control of your musical output is a matter of commitment to your art and pride in what you do.“

„Aber im Metal-Underground-Genre ist es heutzutage fast schon kriminell, seine Macht an Labels abzugeben, die von Leuten geführt werden, die nicht direkt in die Band involviert sind. Die Kontrolle über sein musikalisches Schaffen zu behalten, ist eine Frage des Engagements für seine Kunst und des Stolzes auf das, was man tut.“

## Katalog
| Katalog-Nr. | Interpret               | Titel                           | Jahr |
| ----------- | ----------------------- | ------------------------------- | ---- |
| MRP-001     | Pantheist               | Seeking Infinity                | 2018 |
| MRP-002     | Towards Atlantis Lights | When the Ashes Devoured the Sun | 2021 |
| MRP-003     | Pantheist               | Closer to God                   | 2021 |
| MRP-004     | Kostas Panagiotou       | Tor                             | 2023 |
| MRP-005     | Pantheist               | Kings Must Die                  | 2024 |